# Comté de Currituck
Le comté de Currituck est un comté de la Caroline du Nord. En 2010, sa population était de 23 547 habitants. 
Situé à l'extrémité nord-est de l'état, il a été formé autour du comté d'Albemarle et a obtenu le statut de comté en 1739. son nom est un dérivé du mot indien "Coratank" qui signifie "oies sauvages".
Il est bordé par l'océan Atlantique, la baie de Currituck, les comtés de Camden et de Dare et l'État de Virginie.

## Démographie
| 1790  | 1800  | 1810  | 1820  | 1830  | 1840  |
| ----- | ----- | ----- | ----- | ----- | ----- |
| 5 220 | 6 928 | 6 985 | 8 098 | 7 655 | 6 703 |

| 1850  | 1860  | 1870  | 1880  | 1890  | 1900  |
| ----- | ----- | ----- | ----- | ----- | ----- |
| 7 236 | 7 415 | 5 131 | 6 476 | 6 747 | 6 529 |

| 1910  | 1920  | 1930  | 1940  | 1950  | 1960  |
| ----- | ----- | ----- | ----- | ----- | ----- |
| 7 693 | 7 268 | 6 710 | 6 709 | 6 201 | 6 601 |

| 1970  | 1980   | 1990   | 2000   | 2010   | - |
| ----- | ------ | ------ | ------ | ------ | - |
| 6 976 | 11 089 | 13 736 | 18 190 | 23 547 | - |